# Konung Adolf Fredrik (1744)
Konung Adolf Fredrik var ett svenskt linjeskepp byggt 1744 av Fries i Stockholm. År 1770 döptes fartyget om till Riksens Ständer. Det deltog i sjötågen 1757, 1760 och 1790, samt gick sistnämnda år genom grundstötning och brand förlorat vid anfallet på Reval. Fartyget var bestyckat med 56 kanoner.